# 圣伊拉里奥登扎
圣伊拉里奥登扎（義大利語：Sant'Ilario d'Enza）是意大利雷焦艾米利亚省的一个市镇。总面积20平方公里，人口10869人，人口密度543.5人/平方公里（2009年）。ISTAT代码为035039。